# تپه عمارت
تپه عمارت مربوط به دوره ساسانیان - سده‌های اولیه دوران‌های تاریخی پس از اسلام است و در شهرستان مشگین‌شهر، بخش مشکین شرقی، دهستان لاهرود، روستای قره قیه واقع شده و این اثر در تاریخ ۱۲ دی ۱۳۸۶ با شمارهٔ ثبت ۲۰۳۸۳ به‌عنوان یکی از آثار ملی ایران به ثبت رسیده است.